# Porter (cerveja)
Porter é uma cerveja escura, fabricada no Reino Unido que tem um leve sabor amargo e um elevado teor de ácido carbónico.
A Porter existe desde 1700, período no qual foi uma blend (mistura) de três tipos de cerveja: a Old Ale, Pale Ale e Mild Ale. Ela se chamava Entire. No início do século XIX, esse tipo de cerveja foi extinto devido à invenção do malte tostado. As cervejarias mudaram o nome Porter para Stout Porter e depois simplesmente para Stout, que significa cerveja preta. 
No ano de 1980 as microcervejarias começaram novamente a produzir esta cerveja. O nome Porter foi escolhido para homenagear os trabalhadores portuários, pessoas que bebiam este tipo de cerveja no começo do século. Nos Estados Unidos, é produzida uma Porter mais encorpada que se chama Robust Porter.
Há ainda uma outra variedade do estilo Porter que é a Russian Imperial Porter, ou simplesmente, Imperial Porter. Os ingleses produziam essa cerveja especialmente para a Rússia. Possuía uma porcentagem de álcool muito alta e sofria a adição de bastante lúpulo para resistir à viagem. 
A primeira Russian Imperial Stout foi produzida na cidade de Londres (Inglaterra), no início do século XVIII. A história conta que o czar da Rússia visitava Londres e sempre bebia cervejas tipo Ale, das quais adorava e pedia para mandá-las para a corte russa. Os russos apreciavam a cerveja durante o período do inverno. A cerveja estava quase extinta quando, nos anos 1980, a cervejaria Samuel Smiths começou a produzir uma Imperial Stout. 
Atualmente, este tipo de cerveja é uma especialidade das cervejarias dos Estados Unidos e pode ter até 12% de álcool. 